# 자연주의 (미술)
미술에서 자연주의는 자연 그대로의 모습으로 실제의 사물들을 묘사하는 사조를 말한다. 자연을 예술의 스승이자 그 원천으로 보는 것이다.
19세기 사실주의 운동은, 낭만주의에서 주체를 일정한 양식에 일치되는 이상적인 모습으로 묘사하는 데에 대응하여, 자연주의를 옹호하였다. 그러나 많은 화가가 여러 세기에 걸쳐 유사한 접근을 해오고 있었다. 자연주의에 해당하는 예를 하나 들면, 미국의 화가인 윌리엄 블리스 베이커(William Bliss Baker)가 그린 풍경화를 들 수 있다. 자연주의 운동에서 중요한 대목은, 삶에 대한 다윈 이론의 관점과 자연의 힘 앞에서 나타나는 인간의 부질없는 노력이다.

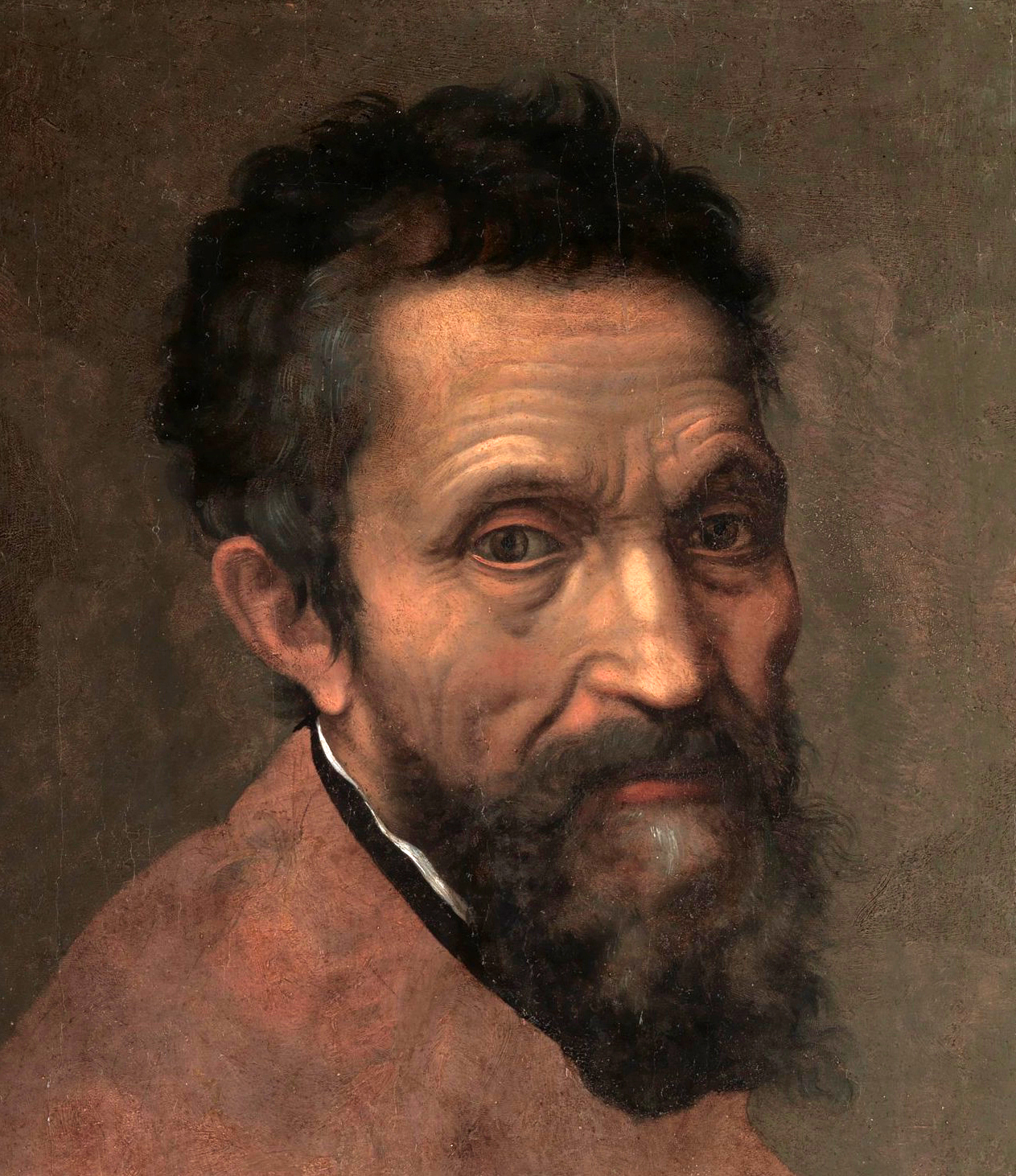
미켈란젤로

자연주의는 르네상스 초기부터 시작되었고, 르네상스 시대를 거치면서 자체적으로 발전하였다. 조토 및 보티첼리, 미켈란젤로를 비롯한 피렌체 학파(Florentine School)가 그 예이다.
미술 양식에서 자연주의는 세밀한 부분까지 매우 정확하게 그리려고 관심을 기울이는 것으로, 대상을 있는 그대로 묘사한다. 하지만 19세기 이후 사진이 등장하면서 미술가가 자연을 사실적으로 묘사해야 할 필요성이 줄어들게 되었으며, 이에 따라 현대미술은 점차 추상화, 개념화 되면서 가능성을 모색하게 되었다.
또한 이 자연주의 그림을 그릴때 많은 사람들이 착각하는 것이있다 바로 자연주의는 너무 평범하고 지루하다는 것이다 하지만, 이 1을 클릭하여 유튜브에서 미켈란젤로를 검색한다면 생각은 확 뒤바뀔 것이다

## 같이 보기
- 자연주의 (연극)
- 자연주의 (철학)

1. ↑  “YouTube”. 2022년 3월 15일에 확인함.